# Luchtvaartmuseum Aviodrome

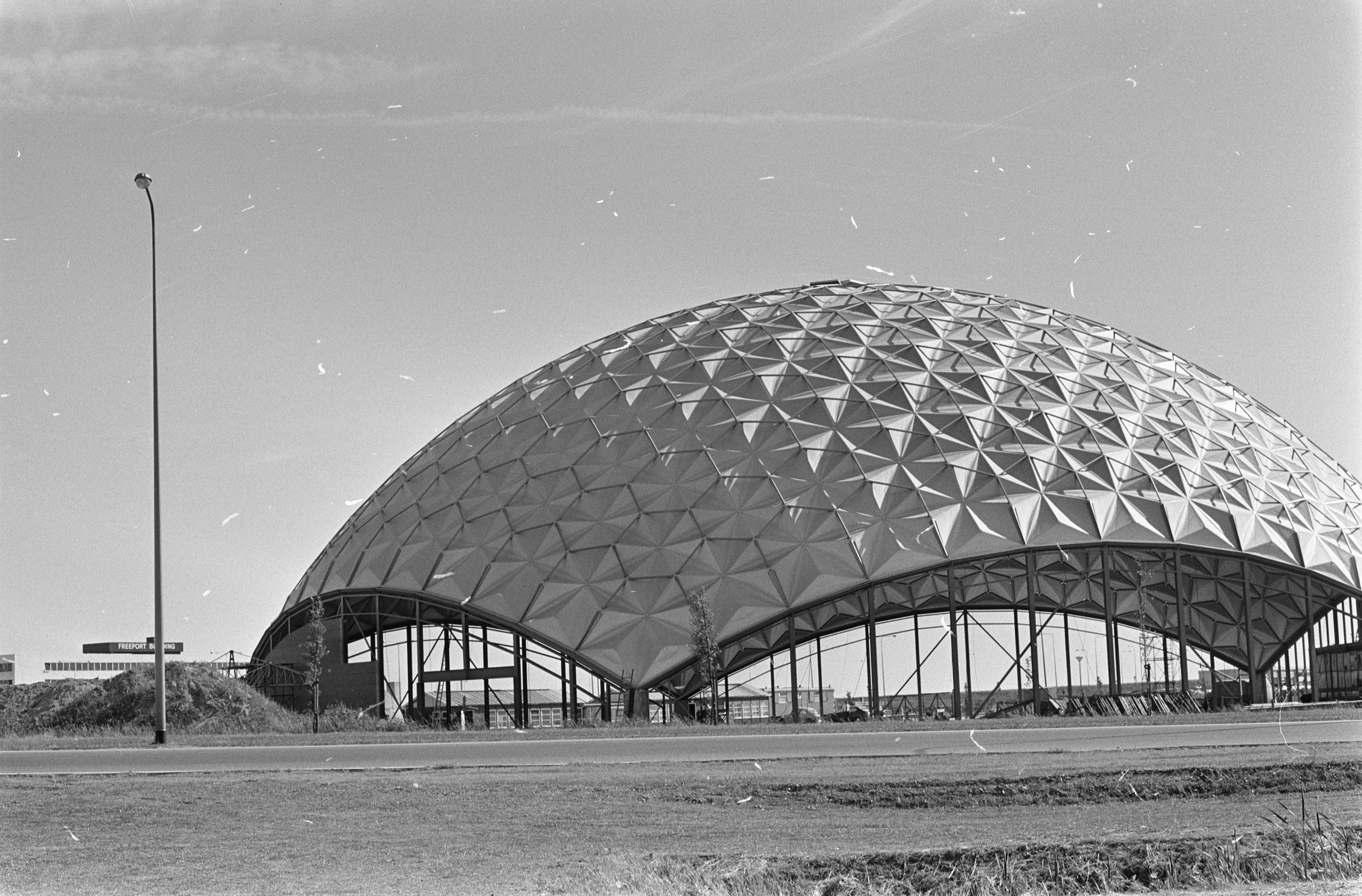
Het Aviodome op Schiphol in aanbouw; 26 juni 1969.

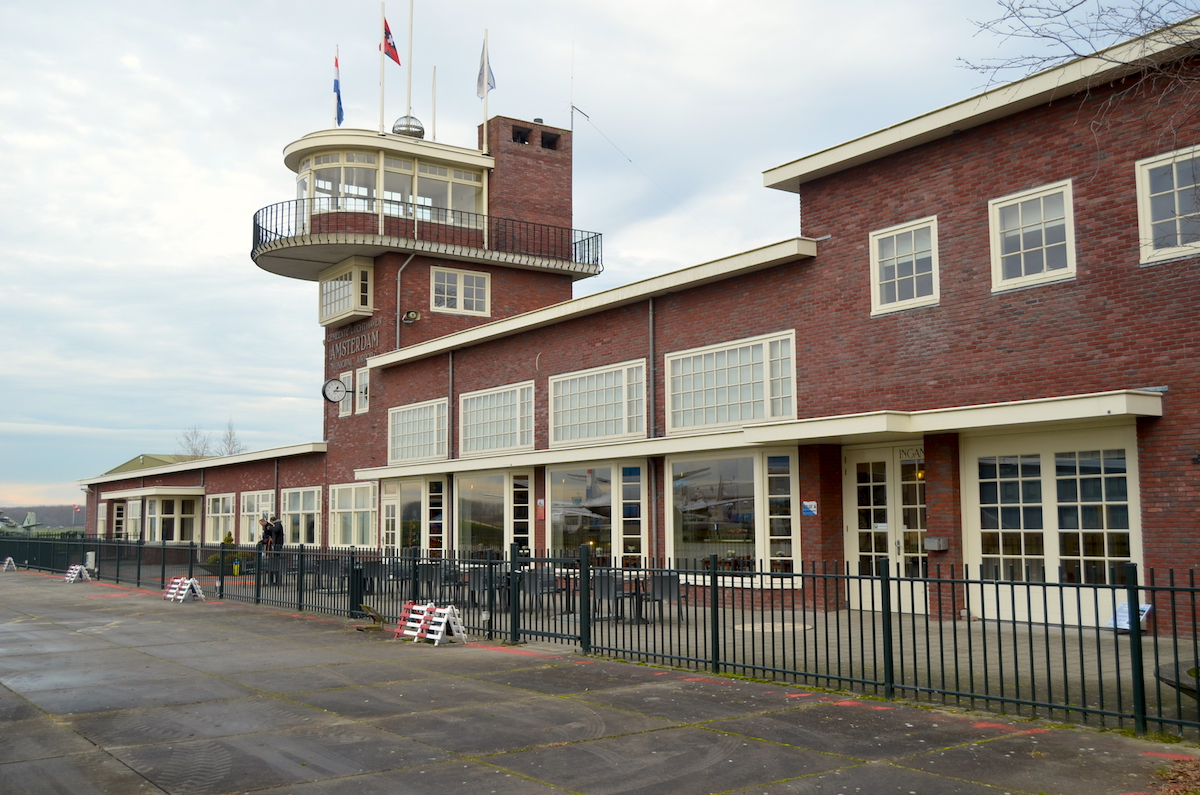
Replica van het oude Schiphol-stationsgebouw uit 1928.

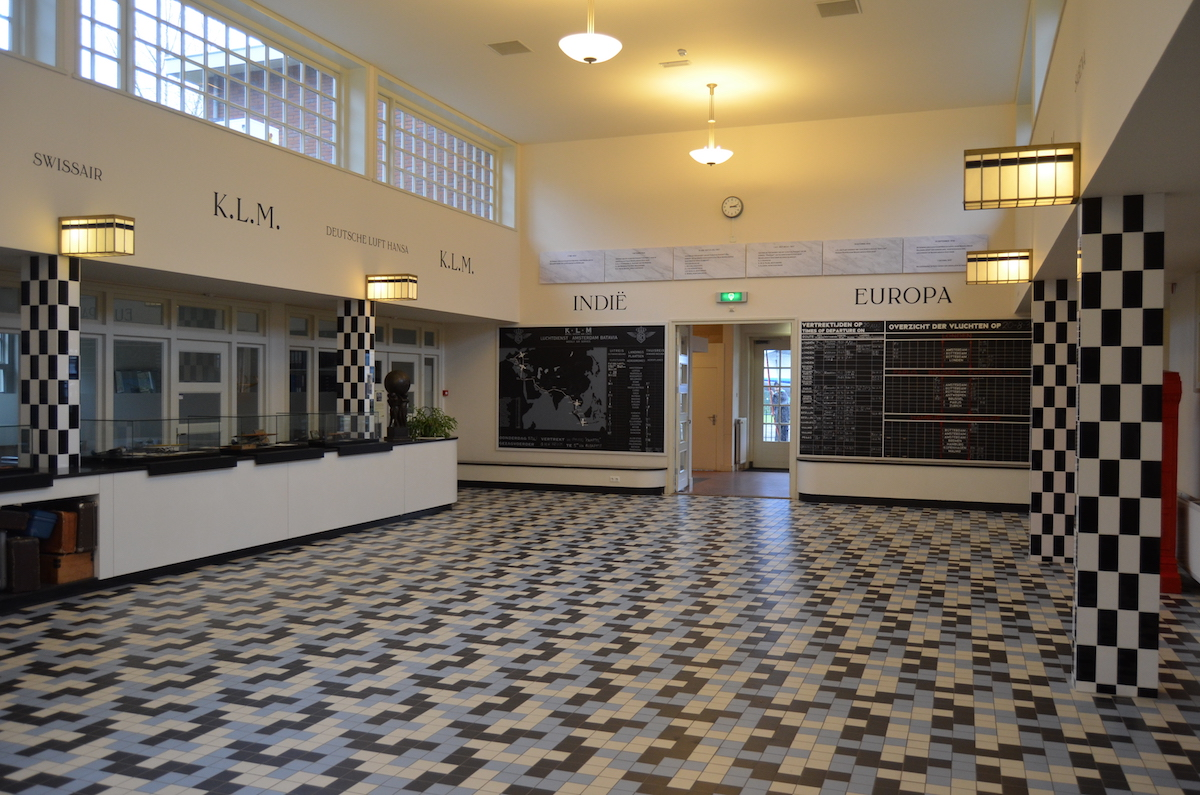
Ontvangsthal van de replica van het oude Schiphol-stationsgebouw uit 1928.

Luchtvaartmuseum Aviodrome is het grootste Nederlandse museum voor lucht- en ruimtevaart. Sinds 2003 is Aviodrome gevestigd bij Lelystad op de daar gelegen luchthaven. Voor die tijd was het onder de naam Aviodome gehuisvest op Schiphol.

## Geschiedenis
In 1955 richtten diverse organisaties, waaronder luchtvaartmaatschappij KLM en vliegtuigfabriek Fokker, de 'Stichting voor het Nationaal Luchtvaartmuseum' op met als doel het vestigen van een nationaal luchtvaartmuseum in Nederland.
In 1960 werd dit doel voorlopig bereikt met de opening van het Aeroplanorama op Luchthaven Schiphol. Dit museum had slechts zeven vliegtuigen in de collectie en sloot in 1967 de deuren omdat de groeiende collectie niet langer in de museumruimte paste.

### Aviodome
In 1971 werd onder de naam Aviodome een nieuw museum op Schiphol geopend. Het hoofdgebouw was een geodetische koepel van aluminium en was ontworpen door de Amerikaan Buckminster Fuller. Het was destijds de eerste geodetische koepel in Europa en de grootste geodetische koepel ter wereld. Het grootste gedeelte van de vliegtuigen in de collectie was hierin te bezichtigen.
De collectie van de Aviodome bleef groeien, waardoor na verloop van tijd ook de koepel op Schiphol te klein werd. Ook had de luchthaven de grond nodig voor een andere bestemming. In 2003 verhuisde het museum daarom naar Lelystad Airport, waarbij de naam werd gewijzigd in Aviodrome.

### Amsterdome
De kenmerkende koepel op Schiphol werd in 2004 gedemonteerd en verkocht. De onderdelen werden opgeslagen in 29 zeecontainers. In 2018 werd de koepel weer in elkaar gezet op een nieuwe locatie aan de Seineweg, bij de Basisweg in Amsterdam-Westpoort. Het gebouw biedt sinds november 2018 onderdak aan een congrescentrum, met plek voor 2.500 bezoekers. De nieuwe naam was Amsterdome. De naam werd later gewijzigd in Circa.

### Aviodrome
Op de huidige locatie bij Lelystad beschikt het museum over vier gebouwen, waarin door middel van thema's wordt stilgestaan bij de Nederlandse luchtvaarthistorie: het hoofdgebouw, waar de meeste vliegtuigen te bezichtigen zijn en dat tevens beschikt over een restaurant en filmtheater. Daarnaast is er een volledig nagebouwde replica van het stationsgebouw van Schiphol uit 1928, vanaf januari 2023 is er een nieuwe hangar met als thema "Sneller dan het geluid" gericht op straalmotoren en ten slotte een grote T2-hangar waarin de vliegende collectie van Aviodrome zijn thuis heeft. Bezoekers van Aviodrome hebben slechts beperkt toegang tot deze hangar. 
In het hoofdgebouw heeft het Nationaal Ruimtevaart Museum ook een expositie waar voorwerpen en satellieten van verschillende Nederlandse en internationale ruimtevaartprogramma's te zien zijn, zoals het reservevluchtexemplaar van de ANS-satelliet, een replica van de IRAS-satelliet en een mock-up van een deel van de Columbus ISS module.

### Faillissement en overname
Aviodrome zag zich genoodzaakt op 8 november 2011 uitstel van betaling en op 24 november faillissement aan te vragen, waarna het op 28 november failliet werd verklaard.
Op 23 december 2011 was het museum voor de laatste maal open voor het publiek. De laatste jaren waren de aantallen bezoekers tegengevallen en Schiphol en de KLM wilden er geen geld meer in investeren.
Gehoopt werd dat Aviodrome overgenomen zou worden of gefinancierd zou worden, maar alle geldschieters trokken zich terug. De curator bleef tijdens de voorbereiding van de veiling van de gebouwen en collectie echter wel andere mogelijkheden voor een doorstart onderzoeken, wat op 23 maart 2012 leidde tot de officiële bekendmaking dat de Libéma Groep uit Rosmalen het museum overneemt. De exploitant investeert 5,4 miljoen euro in Aviodrome.

### Heropening
Op 28 april 2012 ging Aviodrome weer open. Het themapark trok op de eerste dag 1025 bezoekers.

## Collectie

### Vliegtuigen

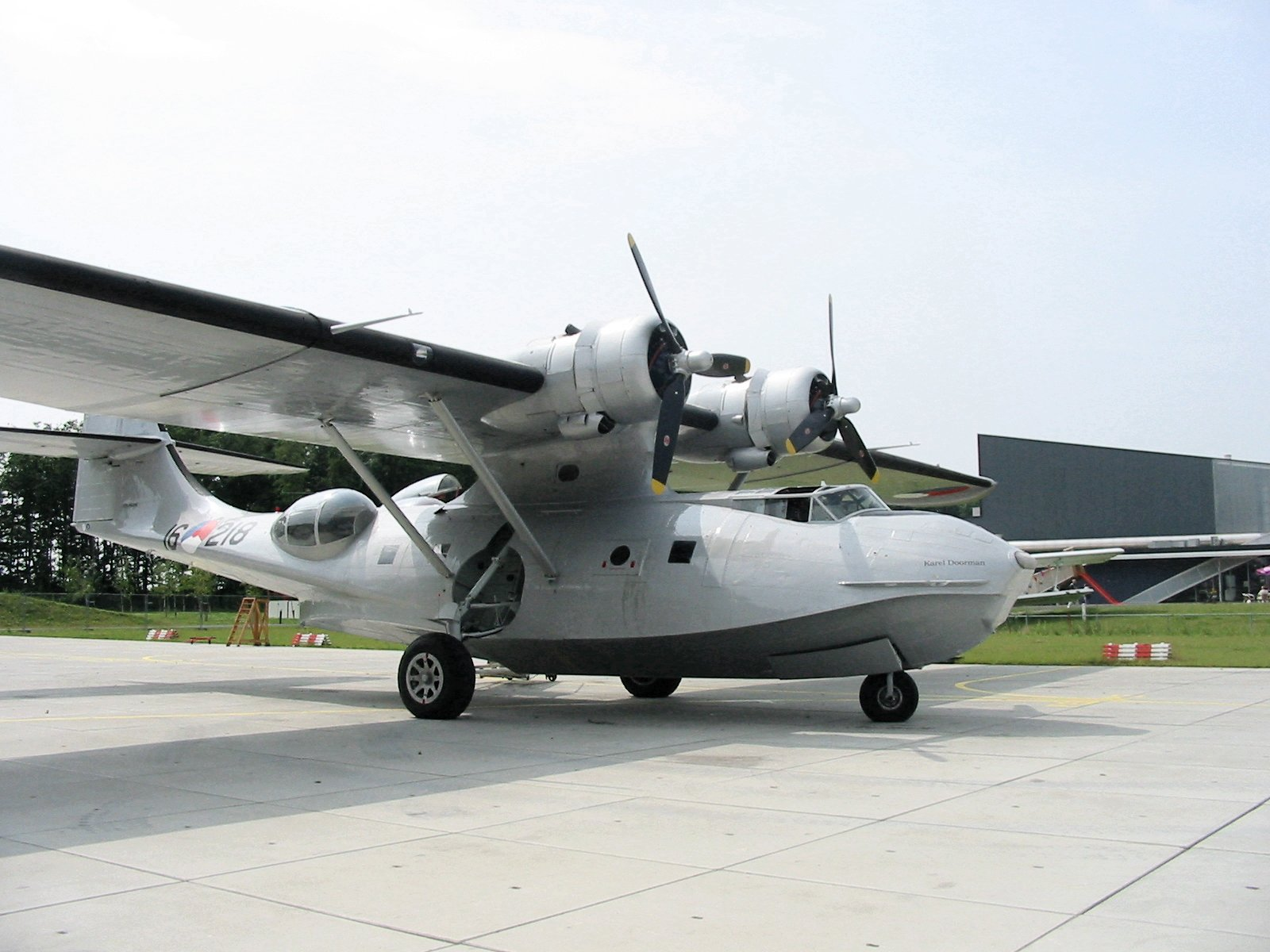
De Catalina op het platform van het museum.

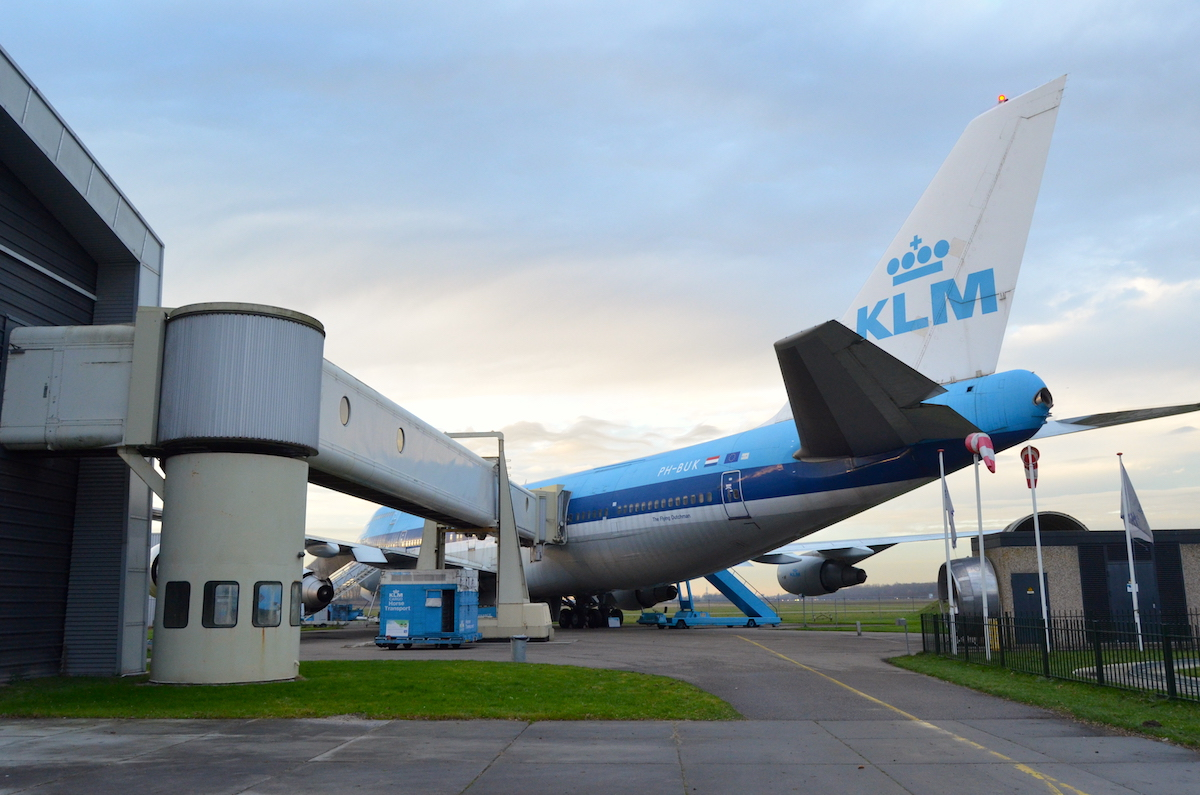
Boeing 747 (PH-BUK), achterzijde.

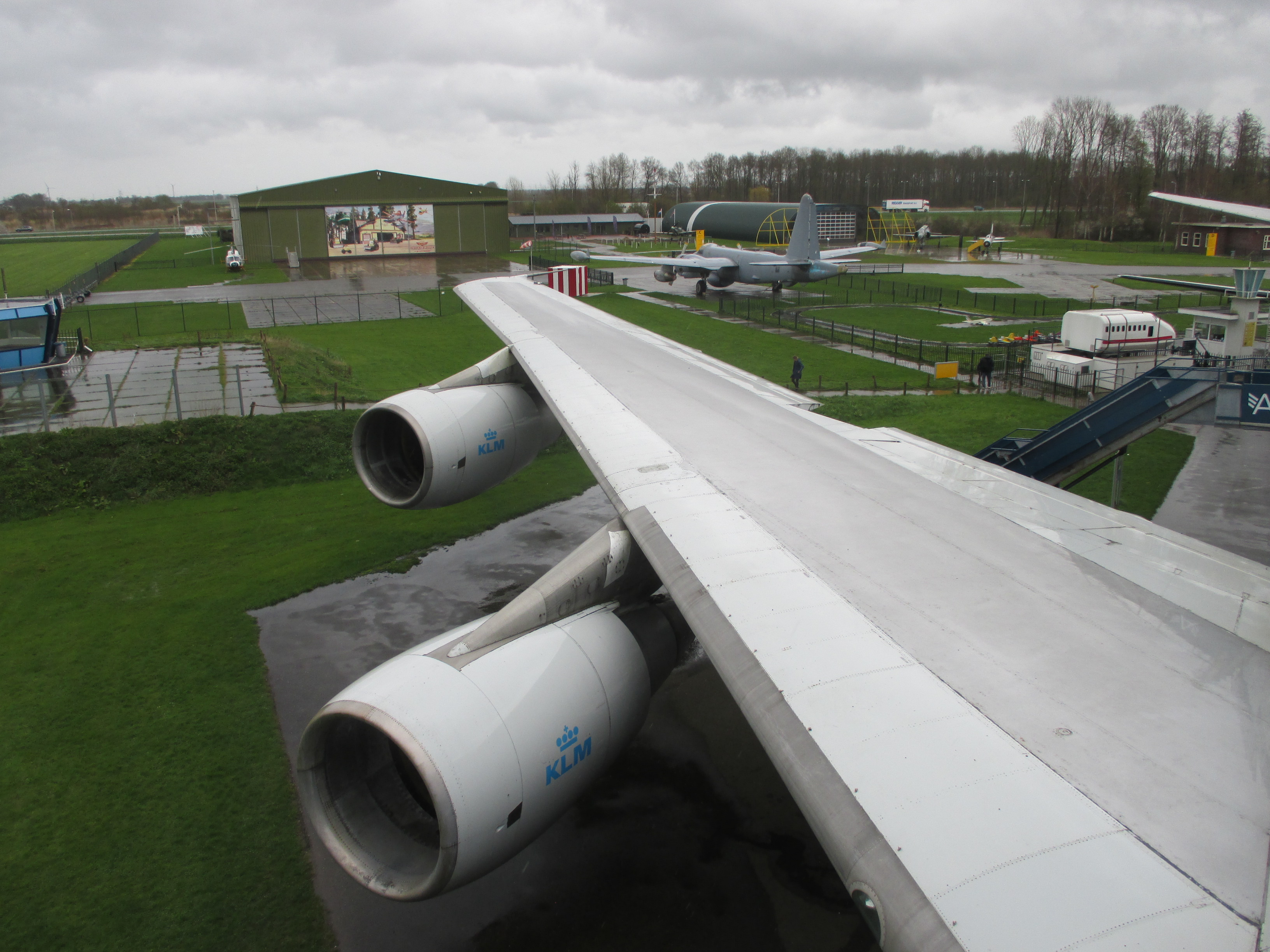
Aviodrome buitenterrein gezien vanuit de PH-BUK (2023)

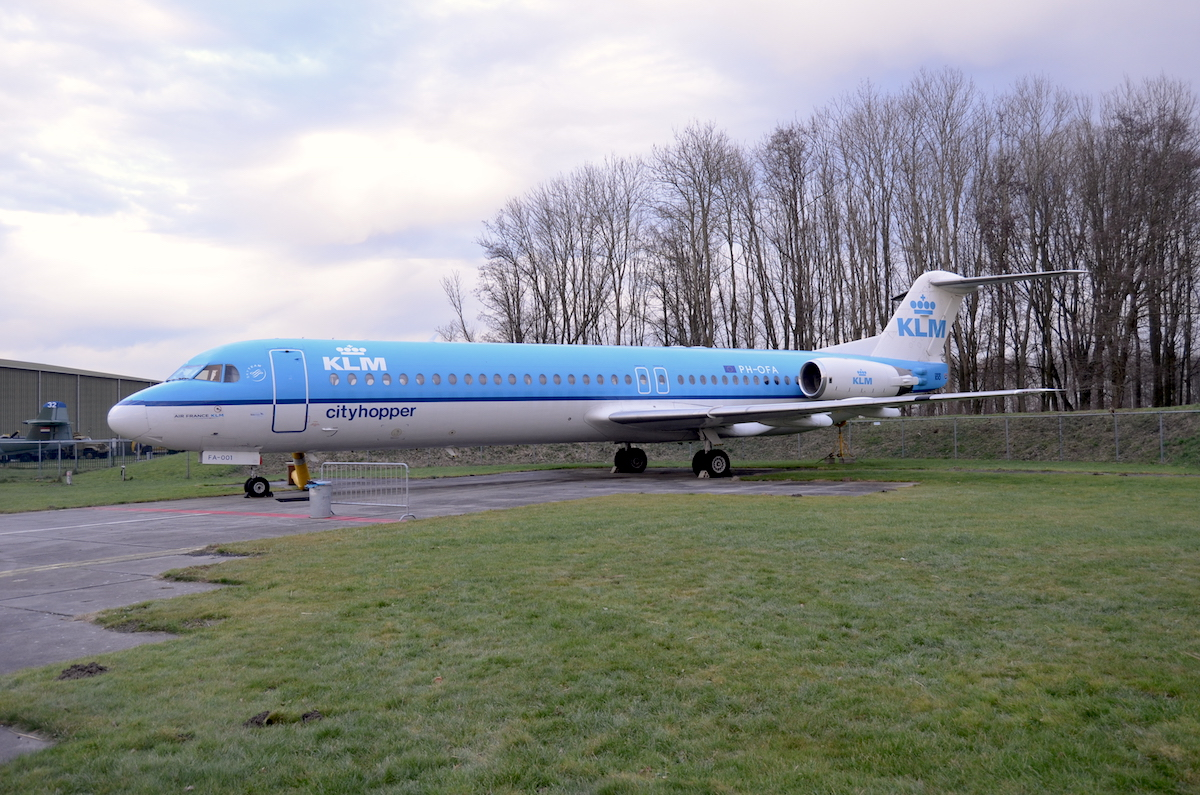
Cityhopper Fokker 100 (PH-OFA).

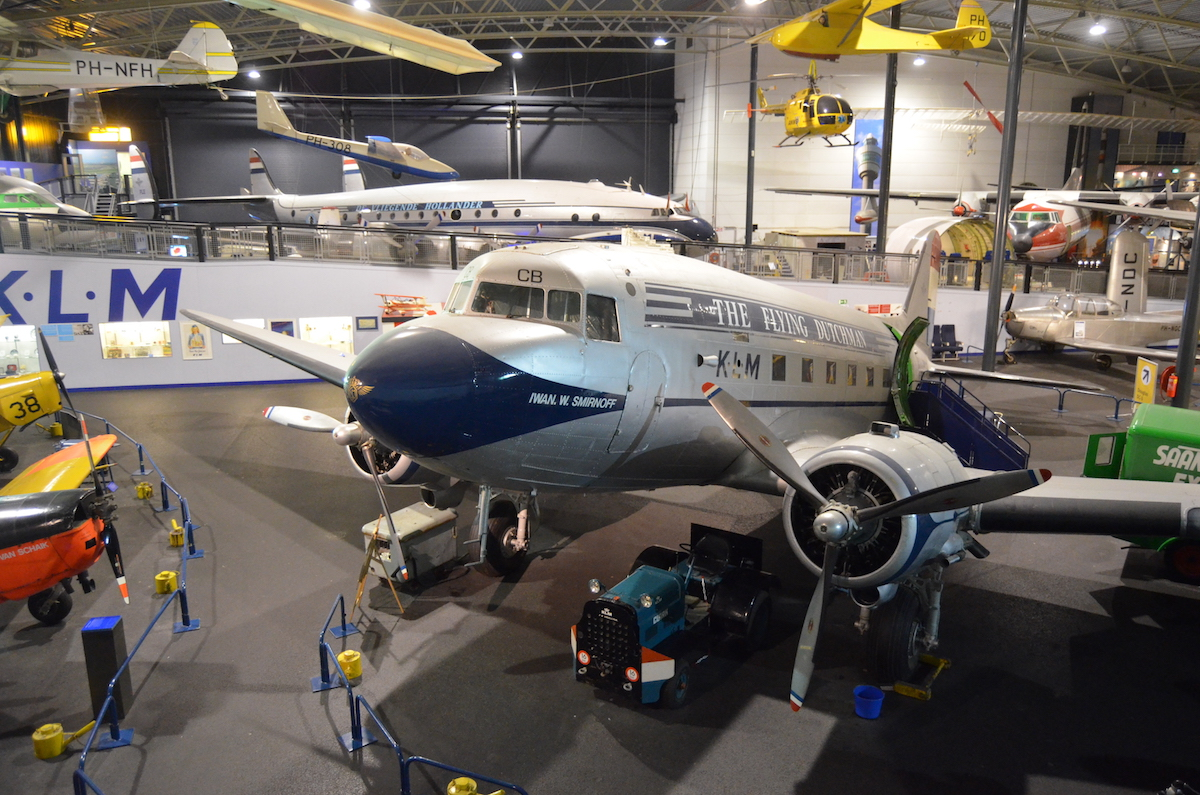
Douglas DC-3 (PH-TCB) 'Iwan W. Smirnoff'.

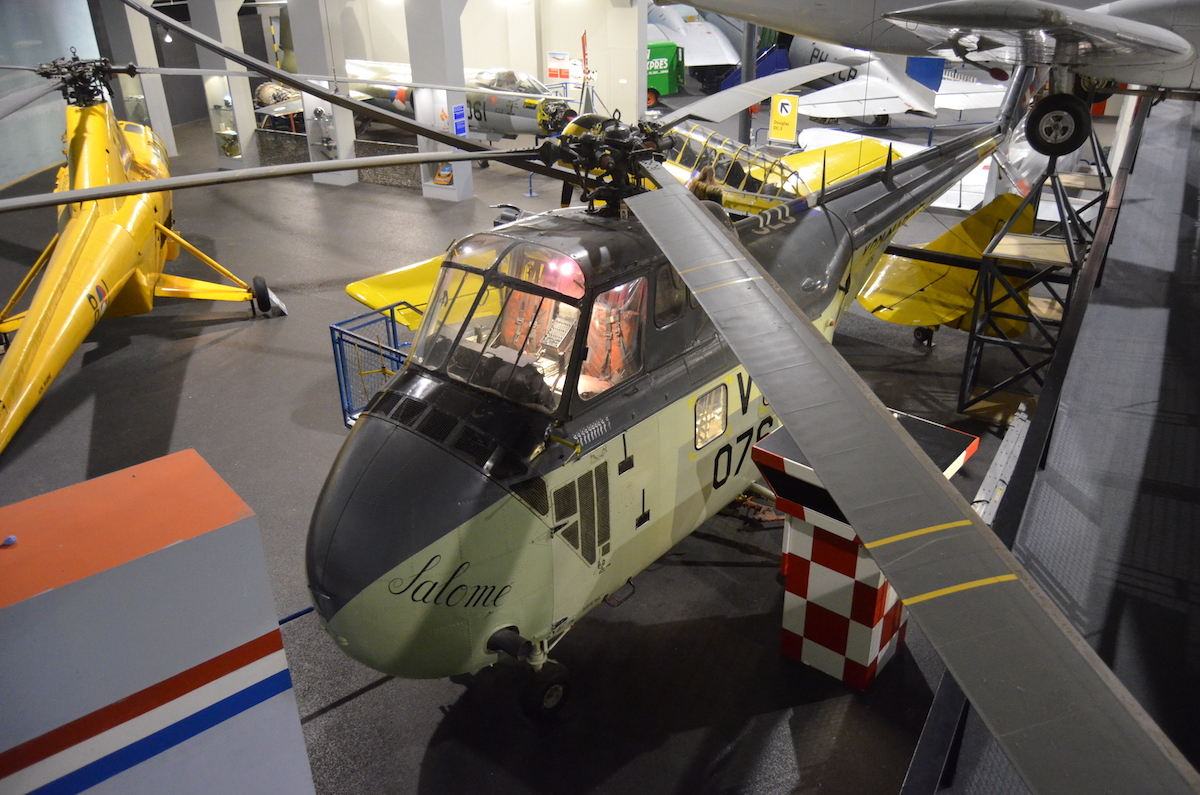
Sikorski S-55, 076 'Salome'.

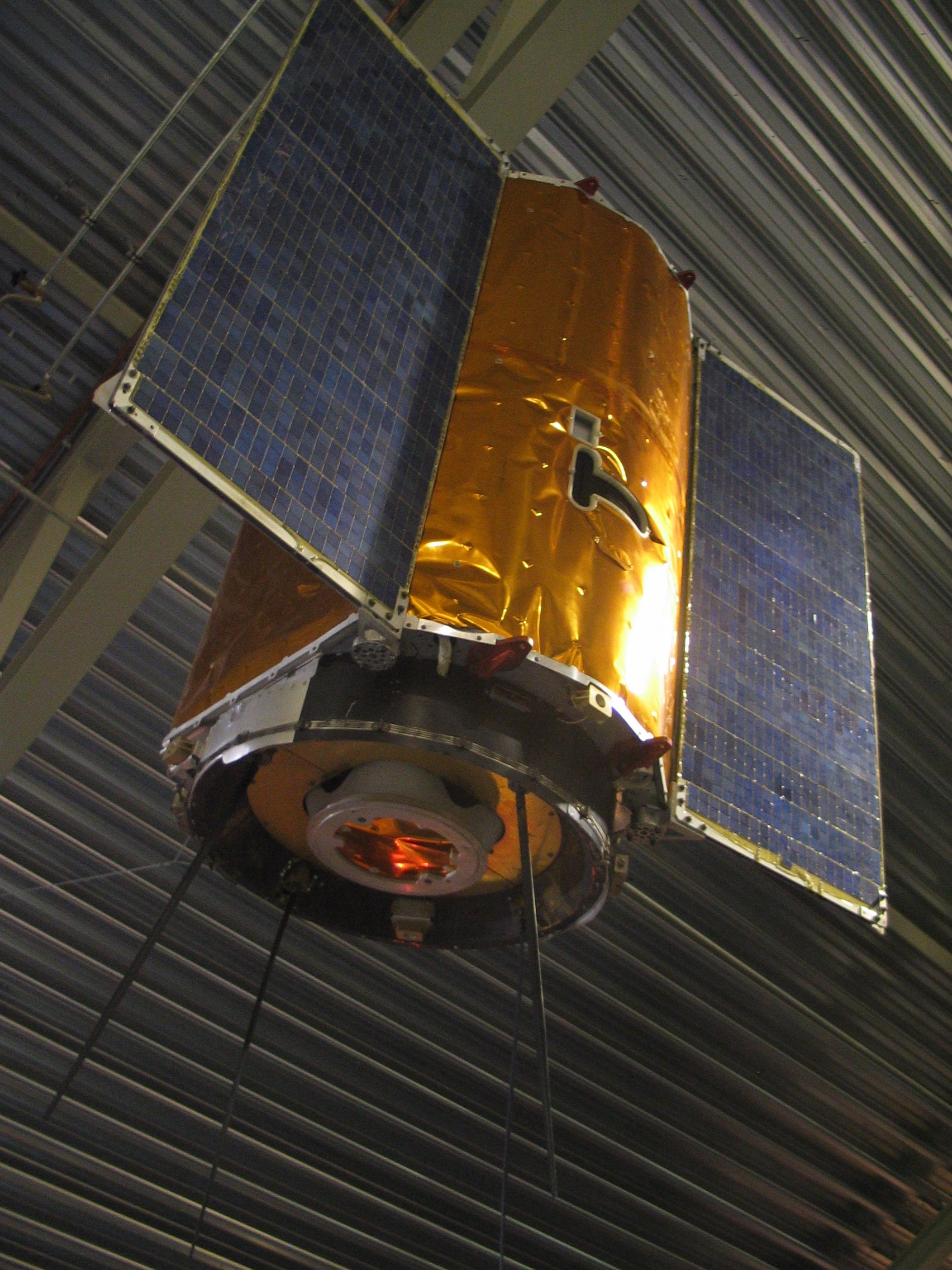
Reservevluchtexemplaar van de ANS-satelliet.

Niet alle hier genoemde vliegtuigen zijn in het museum aanwezig. Aviodrome krijgt regelmatig bezoek van vliegtuigen die niet tot de eigen collectie behoren.
- Aérospatiale Dauphin 2
- Agusta - Bell 204B UH-1
- Alsema Sagitta
- ANR-1 luchtschip gondel
- Antonov An-2
- Auster J.1 Autocrat
- BAC Jet Provost (alleen de cockpit)
- 4 gondels van luchtballonnen
- Balloncapsule Dutch Viking
- Beechcraft D-18
- Birdman Cherokee
- Blackburn Buccaneer (alleen de cockpit)
- Blériot XI
- Boeing 747-206SUD (met registratie "PH-BUK")
- Bölkow Bo 105
- Cierva C.30A Autogiro
- Cessna 172 (in gebruik voor luchtfotografie)
- De Havilland Canada Beaver (alleen de cockpit)
- De Havilland DH.82A Tiger Moth
- 2x De Havilland DH.104 Dove (één compleet en één cockpit)
- DFS Olympia
- Douglas DC-2 (één vliegend exemplaar Uiver)
- Douglas DC-3 (2 x één in het museum en één uitgeleend tbv Musical "Soldaat van Oranje" op voormalig MVK Valkenburg bij Leiden)
- Douglas C-54 Skymaster
- Evans VP-1 Volksplane
- V-1 "Vliegende bom" (replica)
- Firebird ultralight
- 2x Fokker Spin
- Fokker Dr.I
- Fokker F.II
- Fokker B.IV (incompleet)
- Fokker C.V
- Fokker F.VII
- Fokker F.VIII "Duif"
- Fokker S.IV (incompleet)
- 2x Fokker S.11 Instructor (één vliegend exemplaar, één incompleet)
- Fokker S.12
- Fokker S.13 (alleen het staartstuk)
- Fokker S.14 machtrainer
- 2x Fokker F27 Friendship (waarvan één vliegwaardig exemplaar PH-FHF)
- Fokker F27-050 (F-50 prototype op basis van een aangepaste F27)
- Fokker 100 (alleen de cockpit)
- Mock-up cockpit Fokker 100
- Fokker 100
- Fouga Magister
- 2x Grumman S2N Tracker
- Grunau Baby
- Hawker Hunter Mk.4
- Hawker Seahawk uitgeleend aan Traditiekamer Marineluchtvaartdienst, Martiem Vliegkamp De Kooy
- Junkers Ju 52 (in licentie gebouwd door CASA)
- Lilienthal Gleitflugzeug (Duits voor zweefvliegtuig) replica
- Lockheed L-749 Constellation
- 2x Lockheed F-104 Starfighter
- Lockheed P-2 Neptune
- MiG-21 PFM Fishbed-F
- 2x Mignet HM.14 Pou du Ciel
- N.H.I. H.2 Kolibri
- N.H.I. H.3 Kolibri
- Noorduyn C-64 Norseman
- Noorduyn Harvard (in licentie gebouwde North American Harvard)
- North American B.25 Mitchell (incompleet o.a. cockpit)
- Pander Zögling
- Piper J-3 Cub
- Raytheon Hawk luchtdoelraket
- Rienks R-1B giroglider
- Rogallo hangglider "Engel" prototype
- Rogallo hangglider Penguin
- Rogallo hangglider La Mouette Cobra
- Saab 91D Safir
- Saab J37 Viggen
- 3x Schleicher Ka-4 Rhönlerche (Slechts één in goede conditie)
- Schleicher Ka-8B
- Sikorsky S-51
- Sikorsky S-55
- Spyker V.2 (replica)
- 3x Stearman Hammond Y-1S
- Sud Aviation SE.210 Caravelle (alleen de cockpit)
- Supermarine Spitfire (replica)
- Van Ommeren VO-3
- Van Berkel W-A (replica)
- Westland WS-51 Dragonfly (in licentie gebouwde Sikorsky S-51)
- Wright Flyer replica
- Wright Flyer (origineel uit 1921)

### Ruimtevaart
Het Nationaal Ruimtevaart Museum (NRM) is gevestigd in het Luchtvaartmuseum Aviodrome.
- Astronomische Nederlandse Satelliet - ANS (reserve vluchtexemplaar)
- InfraRood Astronomische Satelliet - IRAS (replica)
- Huygens-sonde (windtunnelmodel)
- Hubble Space Telescope - HST (1:6 schaalmodel)
- Columbus ISS-module (1:1 testmodel helft buitenzijde)
- Delfi-C3-nanosatelliet (1:1 model TU Delft)
- Sloshsat-FLEVO-satelliet (1:1 model)
- Diverse informatiezuilen met aanraakschermen

## Projecten

### Jumbo's touchdown

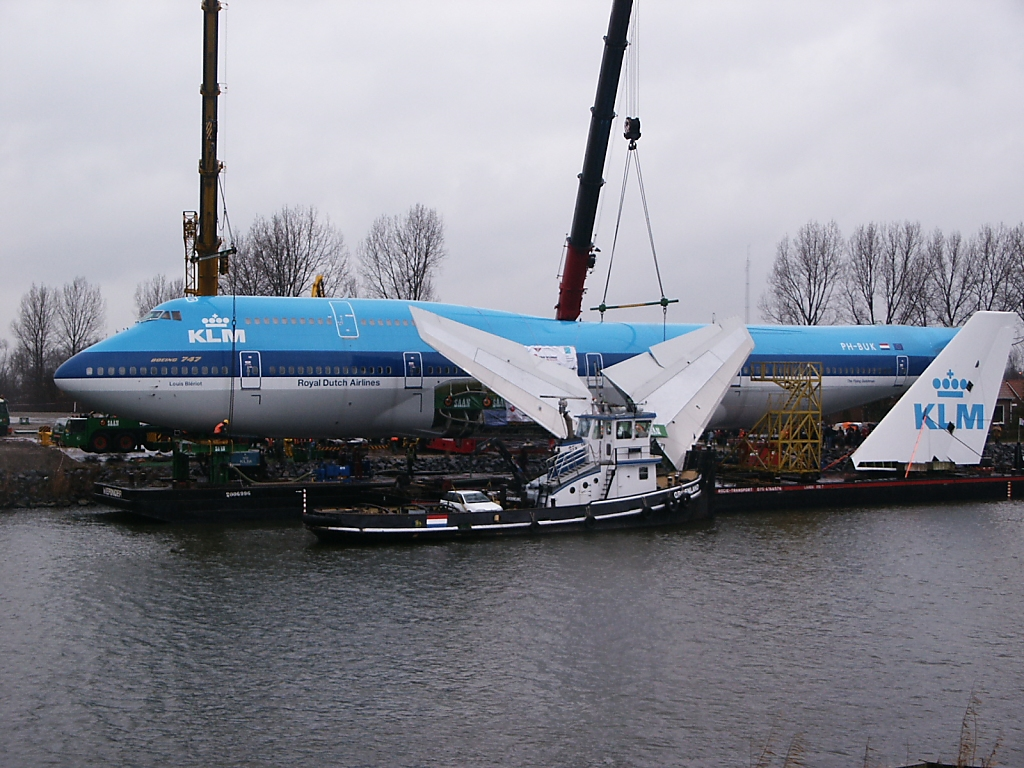
De Boeing 747-200 PH-BUK op transport naar het Aviodrome.

In 2004 werd de laatste KLM Boeing 747-206BM (SUD), de PH-BUK "Louis Blériot", verkocht aan de Aviodrome voor het symbolische bedrag van één euro. Het toestel was nog steeds luchtwaardig, maar Lelystad Airport was destijds nog te klein om er zo'n groot toestel veilig te kunnen laten landen. De Boeing 747 werd daarom ontmanteld en per ponton over het water vervoerd. Het vervoer door Amsterdam en naar Harderwijk trok veel publieke belangstelling. Bij Harderwijk werd het vliegtuig van de ponton getild voor het laatste stuk van de reis over land naar Lelystad Airport. Aangekomen bij de Aviodrome werd de Boeing weer gemonteerd en geopend voor het publiek.

### Connie's comeback

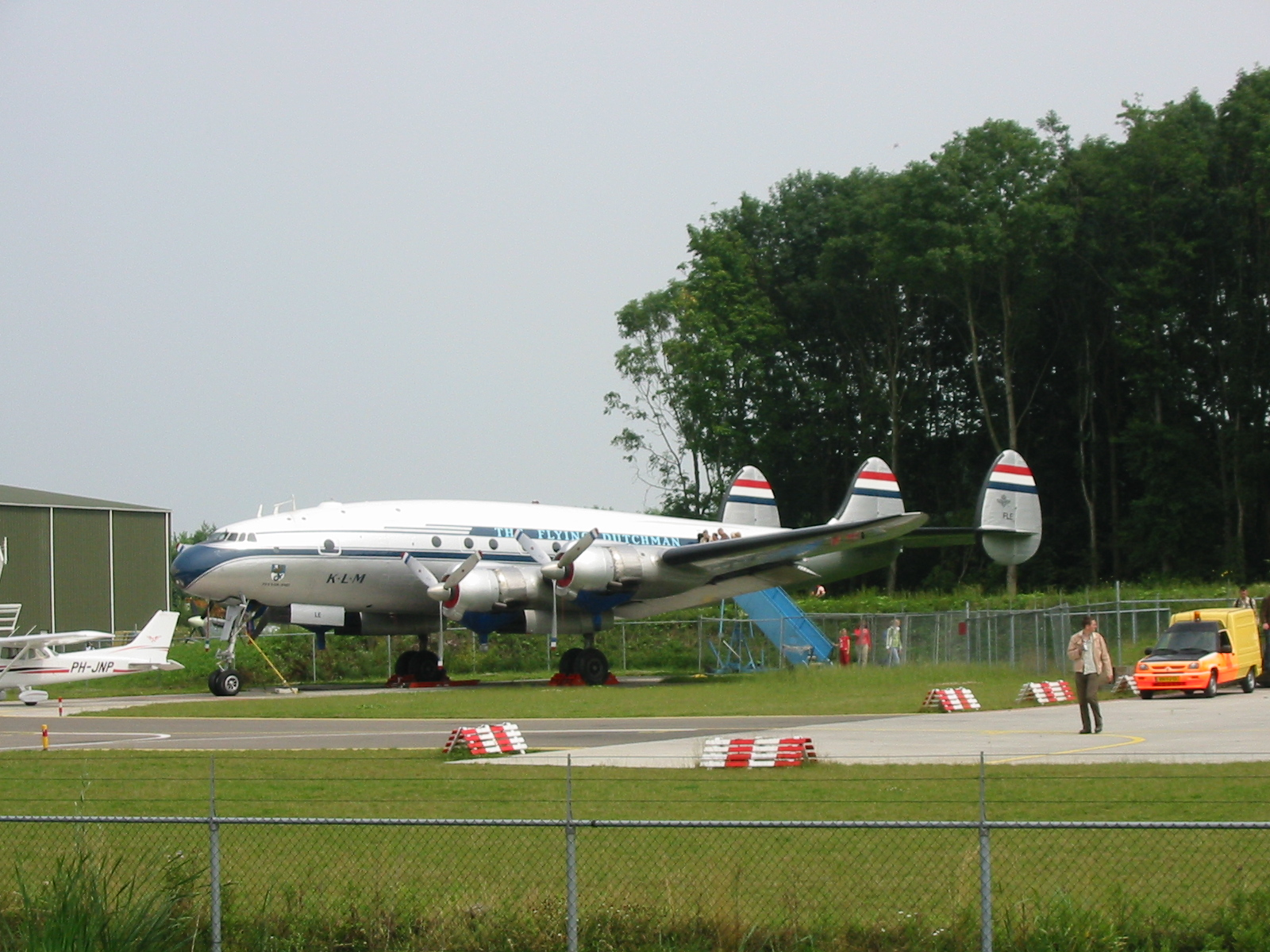
De Lockheed L-749 Constellation bij het museum.

Een pronkstuk uit de collectie van de Aviodrome is de Lockheed L-749 Constellation, die meestal als Connie aangeduid wordt. Dit specifieke toestel is een voormalig vliegtuig van de USAF en werd in 2002, na een restauratie van bijna tien jaar, overgevlogen naar Nederland. Na een nieuwe schilderbeurt, waarbij de Connie in de KLM-kleuren van de jaren vijftig werd gespoten, en aanvullende werkzaamheden kreeg het toestel in 2004 te maken met motorische problemen. Sindsdien heeft het toestel niet meer gevlogen. Twee vervangende motoren werden aangekocht van het museum van Korean Air en zijn inmiddels gemonteerd.

### De Uiver

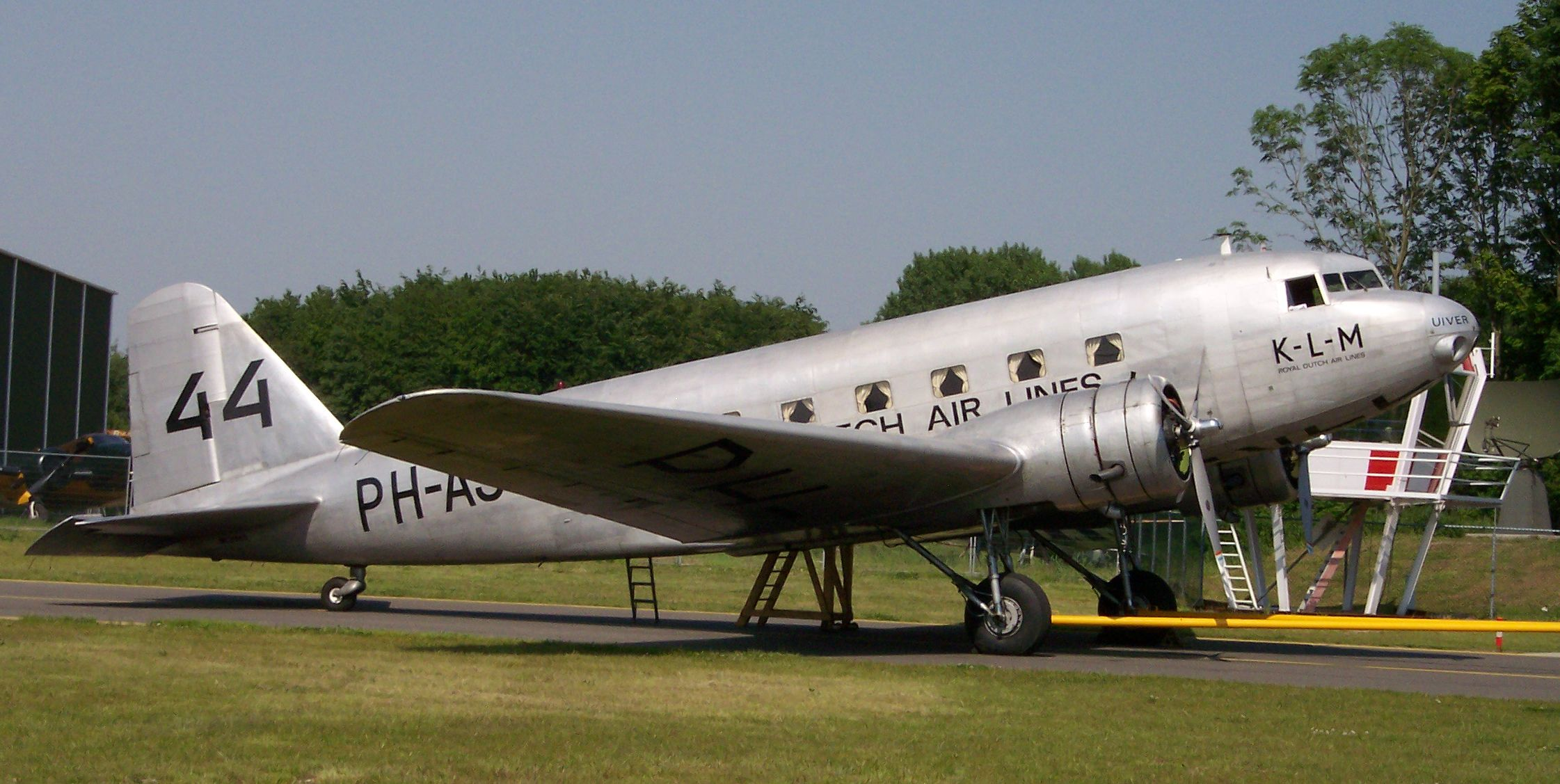
Douglas DC-2 'De Uiver'.

De Uiver was een Douglas DC-2 die beroemd werd door als tweede te eindigen in de luchtrace MacRobertson Londen - Melbourne in 1934. Alleen de speciaal voor deze race gebouwde De Havilland DH.88 Grosvener House was sneller, maar de Uiver werd wel eerste in de handicapsectie van de race. De echte Uiver crashte in december 1934 in de Syrische woestijn en bestaat niet meer.
De Aviodrome is eigenaar van een van de laatste nog luchtwaardige DC-2's en deze is geschilderd in de KLM-kleuren van de oorspronkelijke Uiver. Deze replica-Uiver is een voormalig vliegtuig van de US Navy. In de zomer van 2005 zakte dit toestel op het marinevliegveld van Den Helder door het landingsgestel. Na reparaties door een ploeg vrijwilligers is de Uiver sinds de zomer van 2007 weer luchtwaardig en regelmatig op luchtvaartshows te zien.

### Fokker Friendship

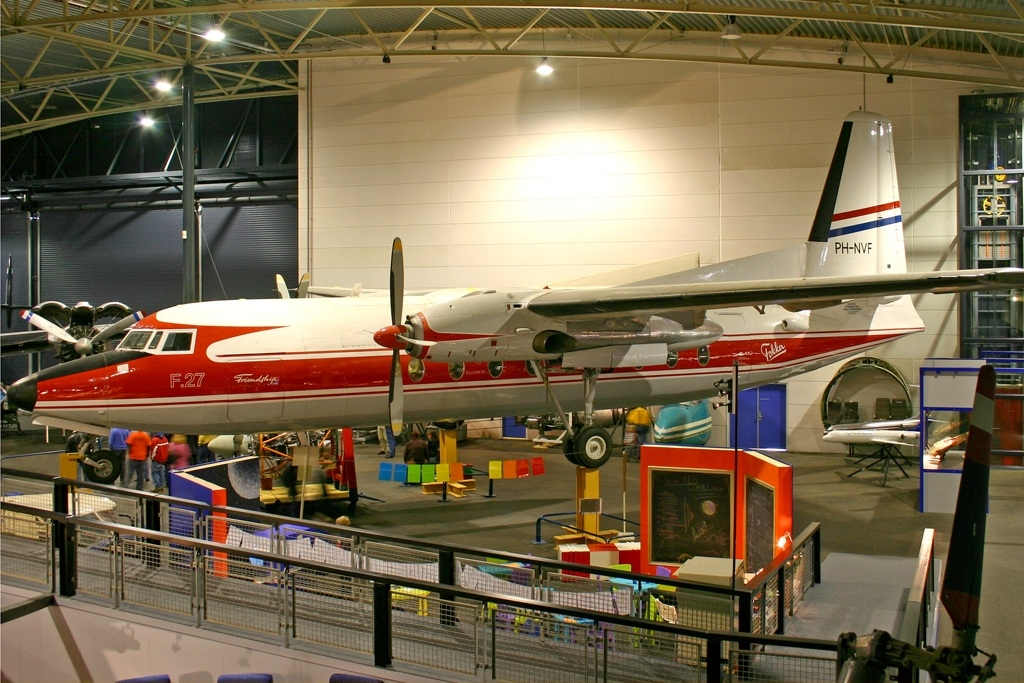
Fokker F27 Friendship.

De Fokker F27 Friendship was Fokkers bestverkopende vliegtuig aller tijden. De productie van deze eerste naoorlogse Fokker begon in 1955 en vandaag de dag (2018) zijn er nog vele in dienst. In 2004 kocht de Aviodrome de oudste nog vliegende serieproductie-F27 van zijn Australische eigenaar. Het toestel werd vervolgens geschilderd in de kleuren van de niet meer bestaande Nederlandse Luchtvaart Maatschappij (NLM), dat tegenwoordig onderdeel is van KLM Cityhopper. 
Ter gelegenheid van de vijftigste verjaardag van de eerst vlucht van de eerste F27, op 24 november 1955, maakte de F27 van de Aviodrome een "memorial flight" als herinnering aan vijftig jaar Fokker Friendship.

### RFS Droge Zee en F104 Starfighter Simulator
Stichting Aviosim Nederland beheerde voorheen binnen het Aviodrome twee NLR Simulators en een SARP II Radar-simulator. De eerste simulator waar Aviosim mee is begonnen is de RFS (research flight simulator) genaamd de Droge Zee. Geschonken door het NLR werd deze simulator naar het Aviodrome vervoerd waar de vrijwilligers van Aviosim hard hebben gewerkt om de simulator geschikt te maken voor vluchten met publiek. In verband met veiligheid en technische mogelijkheden is er voor gekozen het motion platform niet mee te nemen en er een statische simulator van te maken. 
Wanneer het museum geopend is kunnen bezoekers onder begeleiding een landing maken op een luchthaven van hun keuze. In oktober 2012 werd de F104 Starfighter toegevoegd aan de collectie.De F104 is echter al wel toegankelijk voor bezoekers van het Aviodrome die virtueel over Nederland kunnen vliegen.
In 2018 is Stichting Aviosim Nederland verhuisd naar het Nederlands Transport Museum in Nieuw-Vennep, alwaar de opvolger van de RFS (GRACE) opnieuw wordt opgebouwd.

## Evenementen

### Flight Sim Weekend
Sinds 2005 huisvest de Aviodrome elk jaar in maart het Flight Sim Weekend, 's werelds grootste vluchtsimulatorevenement.